# Puerto de los Botes
Puerto de los Botes ist eine Ortschaft im Südosten Uruguays.

## Geographie
Sie befindet sich im südlichen Teil des Departamento Rocha in dessen Sektor 1 südlich der Departamento-Hauptstadt Rocha. Sie liegt dabei am Ufer des Arroyo de Rocha unmittelbar östlich von La Riviera. Im Süden erstreckt sich die Laguna de Rocha.

## Einwohner
Puerto de los Botes hatte bei der Volkszählung im Jahr 2011 21 Einwohner, davon 14 männliche und sieben weibliche.
| Jahr | Einwohner |
| ---- | --------- |
| 1996 | -         |
| 2004 | 18        |
| 2011 | 21        |

Quelle: Instituto Nacional de Estadística de Uruguay